# 유고 보스토츠나야역
유고 보스토츠나야 역(러시아어: Юго-Восточная)은 모스크바 지하철 네크라솝스카야 선의 역이다.

## 역명
이 역의 역명인 '유고 보스토츠나야'는 러시아에서 '남동쪽'이라는 의미로, 남동부의 위치를 나타낸다.

## 주변
이 역은 퍼가나 거리 교차로에 위치한다. 주변에 발라크레프 작곡가 광장, 볼고그라드 극장이 있고, 광장 주변에 전차가 다닌다.

## 구조
2면 2선의 상대식 플랫폼 구조로, 지하 역사이다.

## 디자인
건축물은 인근의 거리들의 위상에 따라 남동부 지역의 역사적인 부분에 대한 주제가 반영되어 있다. 역의 주요 색상은 노란색과 검은색 및 회색으로, 바닥은 갈색의 화강암으로 덮여 있고, 천장은 검은색이다.

## 역사
유고 보스토츠나야 역은 2020년 3월 27일에 개장했다.

## 사진

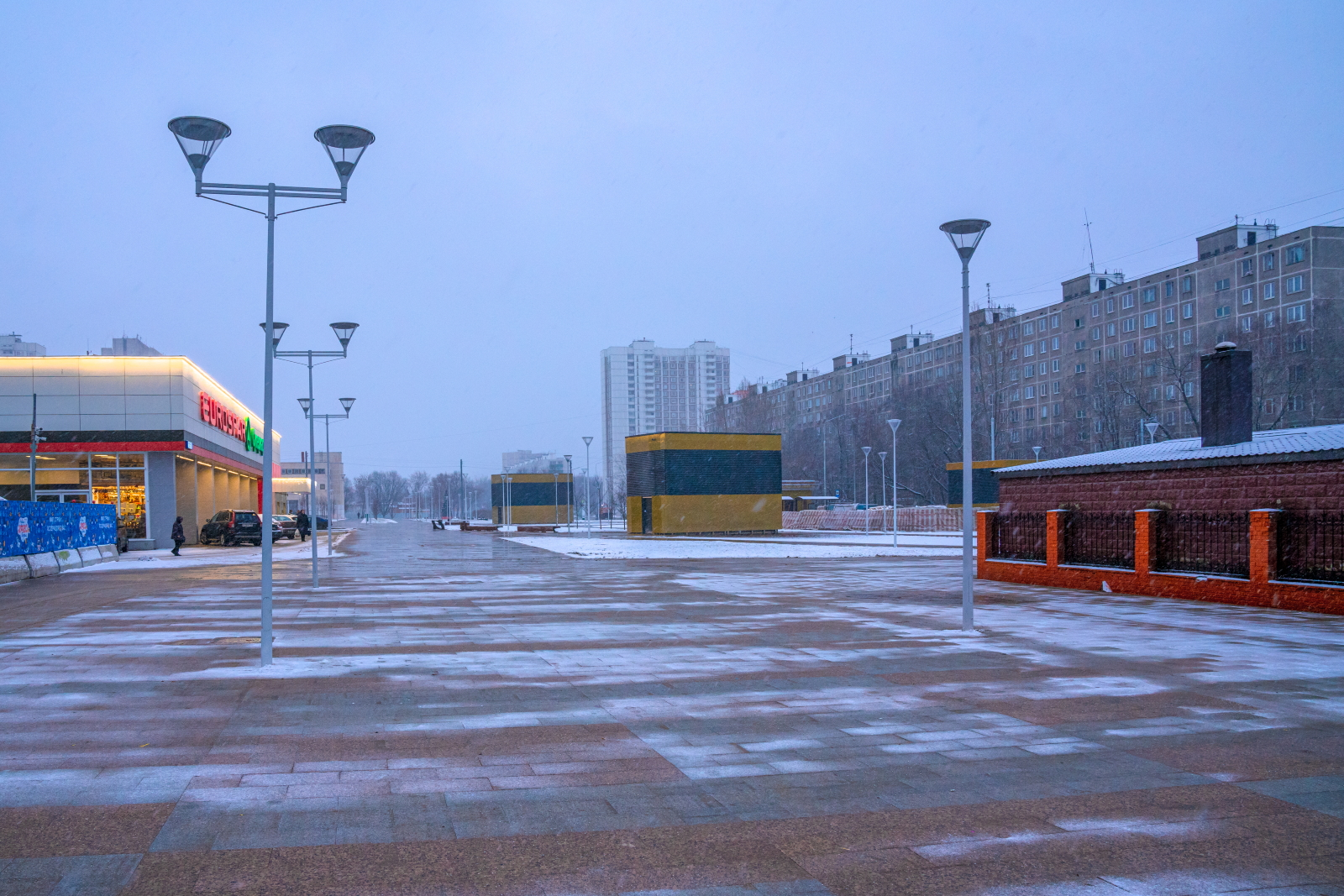
역전 광장
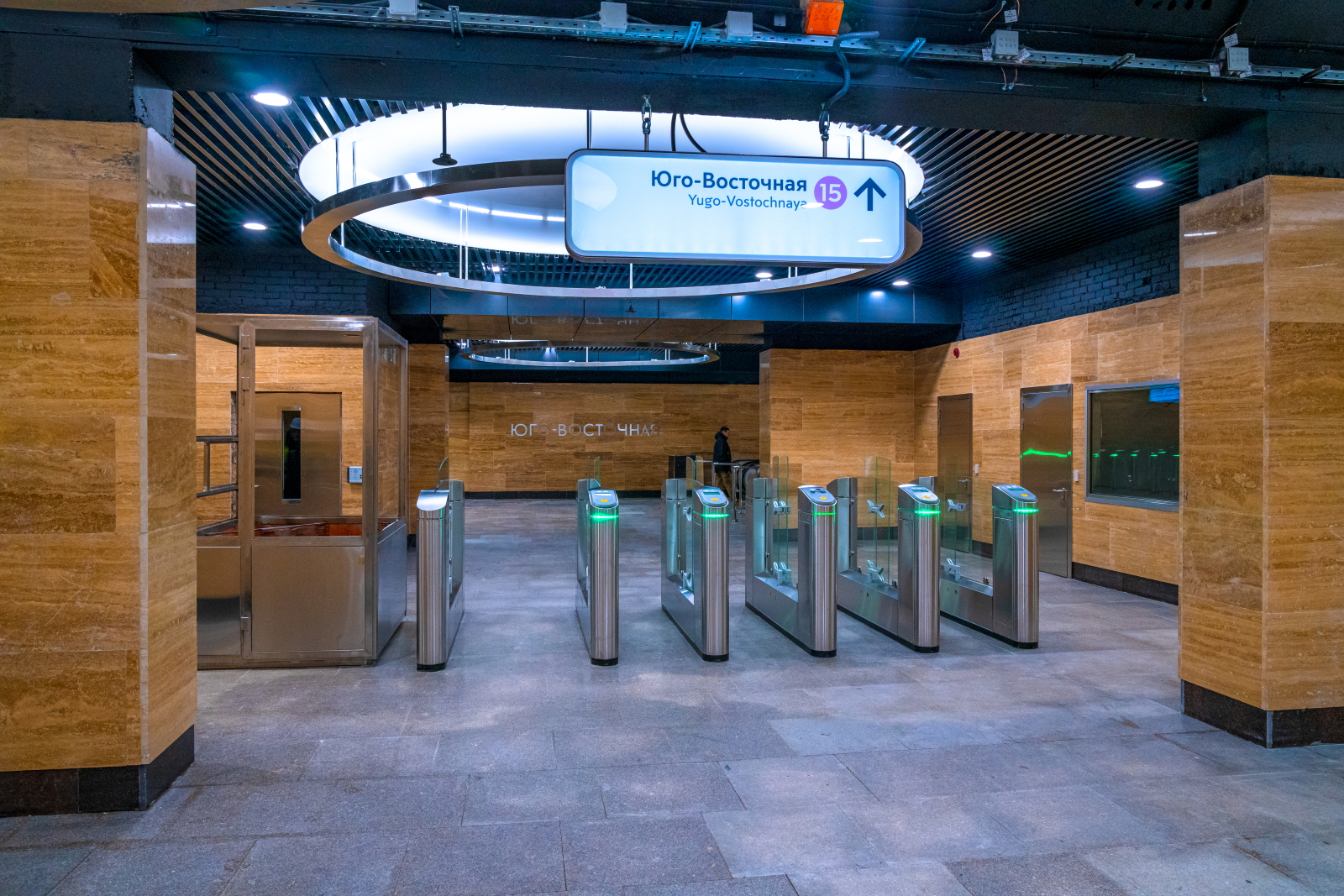
게이트
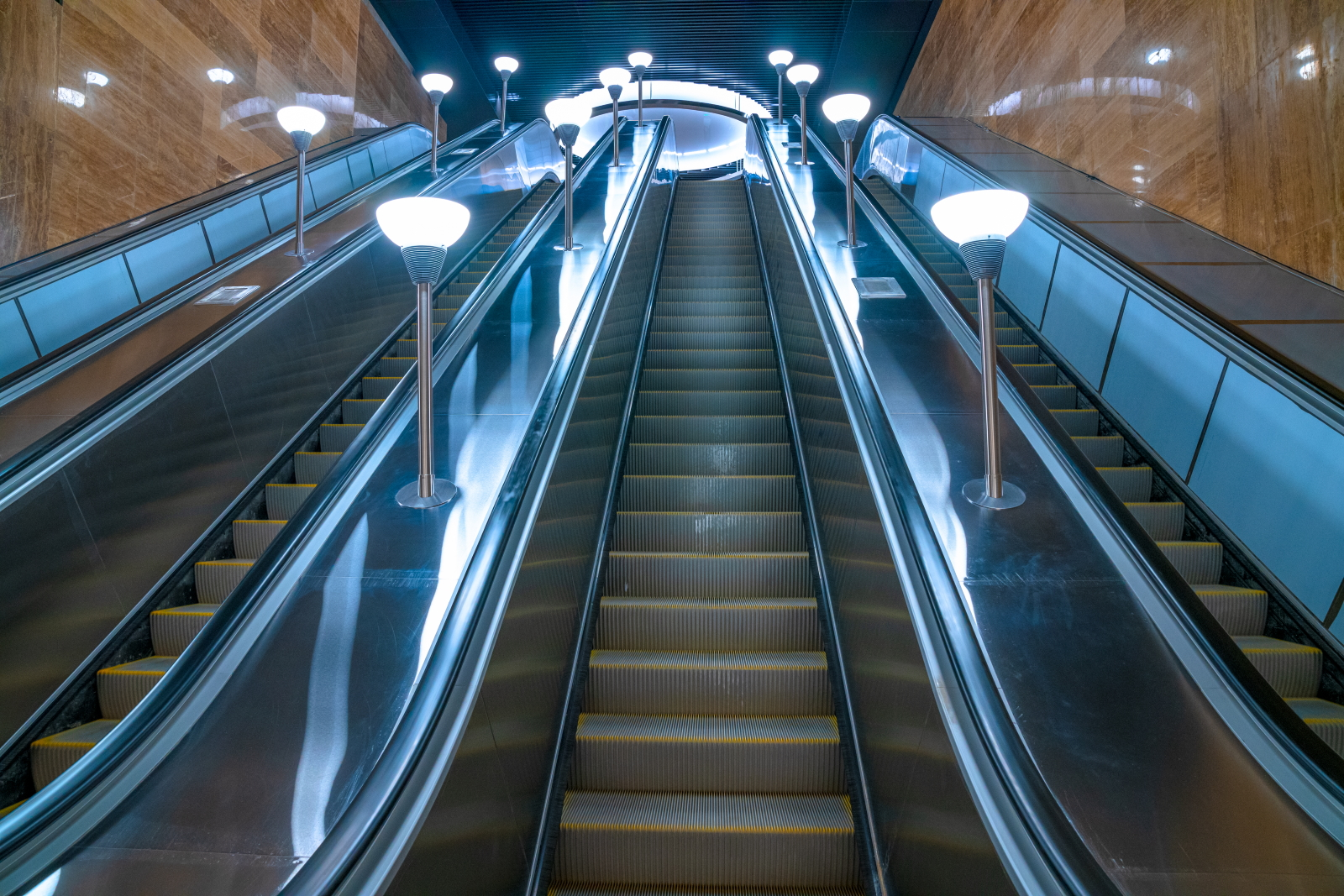
에스컬레이터